# Nauruischer Stammeskrieg
Der Nauruische Stammeskrieg war ein Krieg zwischen den zwölf Volksstämmen auf der pazifischen Insel Nauru und dauerte von 1878 bis zum 3. Oktober 1888. Der Krieg forderte mindestens 500 Todesopfer, was damals etwa ein Drittel der nauruischen Ethnie ausmachte; die Bevölkerungszahl fiel von 1.400 (1843) auf 900 Einwohner (1888).

## Ursachen
Seit der Entdeckung des unter britischer Krone stehenden Naurus im Jahre 1798 durch John Fearn mieden viele Schiffe die Insel, da sie berüchtigter Stützpunkt für Piraten und Seeräuber war. Dennoch nahm im Laufe des 19. Jahrhunderts die Einwanderung europäischer Emigranten, oftmals Gesetzloser, stetig zu. Vor allem die Einfuhr von Alkohol und Feuerwaffen störte das traditionelle Leben. Seit Jahrtausenden konsumierten die Nauruer Toddy immer nur wenn er von der geschnittenen Kokosblüte tropfte; seit den 1800er-Jahren wurde der Toddy mehrere Tage gegoren, dadurch sauer und regelmäßig getrunken.

## Ausbruch

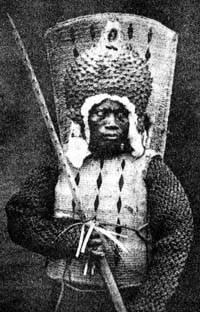
Foto eines nauruischen Kriegers im Nauruischen Stammeskrieg um 1880

Der Stammeskrieg hatte während einer Hochzeitsfeier begonnen; als sich ein Wortwechsel über die Anstandsregeln zu einer hitzigen Diskussion entwickelte, feuerte einer der Gäste mit seiner Pistole einen Schuss ab, welcher zufällig einen jungen Häuptling tötete. Es war klar, dass der Tod des jungen Häuptlings gerächt werden müsse. In früheren Zeiten hatten solche Stammesfehden in ähnlich zufälligen Unfällen ihren Ursprung, nur hatte diesmal jede Familie jedes Stammes Feuerwaffen; zusätzlich wurden die Nauruer von den Intrigen sogenannter Strandläufer, freigesetzter Häftlinge und abgeheuerter Walfänger aus Europa, angestachelt. Mehrere tödliche Schießereien ließen kontinuierlich die meisten Nauruer an der Fehde teilnehmen. Eine Art Guerillakrieg brach aus; man schoss zufällig aufeinander oder schlich sich in der Nacht in feindliche Häuser und beschoss Kerzen, Streichhölzer und alles, was sich bewegte. Frauen und Kinder wurden niedergemetzelt. Anders als bei früheren Konflikten, bei denen durch traditionelles Verhalten der Frieden wiederhergestellt wurde, war der Streit damit nicht gelöst.

## Kriegsberichte
Ein Geschwader der britischen Royal Navy ankerte am 21. September 1881 vor Nauru, und das Flaggschiff näherte sich der Insel, um die Lage abzuschätzen. Der akkulturierte Strandläufer William Harris stieg an Bord des Schiffs, welches am Abend an das übrige Geschwader mittels Semaphor telegrafierte, dass ein Bürgerkrieg tobte, ein entflohener Sträfling König sei und dass alle stets betrunken seien. Der eigentliche König der Insel, Auweyida, soll einen Missionar gewünscht haben. 
Sechs Jahre später kam der in Auckland wohnhafte Brite Frederick J. Moss mit dem Schoner Buster nach Nauru und ging an Land, während das Schiff Kopra lud. Er berichtete, dass die Nauruer freundlich und guter Laune waren, obwohl die meisten Jungen und alle Männer mit Gewehren und Karabinern bewaffnet waren. Der Krieg war immer noch im Gange, aber sie schienen genug zu haben. Von seinen Gesprächen mit den Nauruern bemerkte Moss, dass keiner weiterkämpfen wollte, aber keiner traute dem andern zu, die Waffen abzulegen. Sie wünschten sich, dass einer sie alle gleichzeitig entwaffnen würde. Moss berichtete auch von einem Gespräch mit Harris, dass bereits zwei seiner Familienmitglieder erschossen worden waren und er mehrmals seinen Wunsch nach einer Mission äußerte, um den Frieden auf der Insel wiederherzustellen.

## Deutsche Annexion und Kriegsende

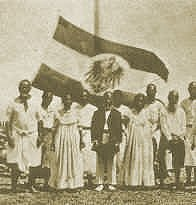
Annexionszeremonie und Flaggenhissung

Der Stammeskrieg steigerte weder die Kopraproduktion, noch konnten die Interessenssicherheiten der deutschen Händler und Kaufleute, welche in Nauru Kokosplantagen und Niederlassungen gründeten, gewährleistet werden. Deshalb schlugen die Händler und die deutschen Beamten vor, dass Deutschland die Oberhoheit in Nauru übernehmen sollte. Nauru kam am 16. April 1888 unter das deutsche Protektorat der Marshallinseln und deklarierte ein inselweites Alkoholkonsum- und Waffenverbot. Am 1. Oktober 1888 ankerte das Kanonenboot SMS Eber (1) mit 87 Mann an Bord vor Nauru. Die bewaffneten Seeleute liefen in Begleitung von Harris um die Insel und kehrten mit den zwölf Stammeshäuptlingen, den europäischen Siedlern und dem eben erst angekommenen Missionar von den Gilbertinseln zurück. Die Seeleute stellten die Häuptlinge unter Arrest bis zum folgenden Morgen, als die Annexionszeremonie mit dem Hissen der deutschen Flagge stattfand. Deutschland erklärte, dass innerhalb 24 Stunden sämtliche Waffen und Munition abgeliefert werden müssten; andernfalls hätten den Häuptlingen Haftstrafen und spätere Exekution gedroht. Am Morgen des 3. Oktober wurden 765 Waffen mit mindestens 1.000 Schuss Munition abgegeben. Damit war der blutigste Stammeskrieg der nauruischen Geschichte beendet.

## Folgen
Die Annexion Naurus durch Deutschland verhinderte die potenzielle Selbstausrottung der Nauruer durch Alkohol und Waffen, gleichzeitig verloren sie aber die Kontrolle über ihre Insel und über ihr Schicksal für nahezu 80 Jahre. Außerdem wurde König Auweyida wieder als Oberhaupt der Insel eingesetzt. 1914 verlor Deutschland kampflos Nauru als Kolonie an Australien.